# Ариоммы
Ариоммы (лат. Ariomma) — род  морских лучепёрых рыб из отряда Scombriformes, единственный в семействе ариомматовых или ариоммовых (Ariommatidae). Распространены в тропических и субтропических водах у побережья Северной и Южной Америки, Африки, Азии; у Гавайских островов и островной дуги Кермадек.
Тело вытянутое, овальной формы. В первом спинном плавнике 10—12 колючих лучей, а во втором 14—18 мягких лучей. В анальном плавнике три коротких колючих и 13—16 мягких лучей. Грудные плавники с 20—24 мягкими лучами и выемкой у основания. У взрослых особей есть брюшные плавники. Позвонков 30—32. По бокам хвостового стебля располагаются два низких боковых киля. Хвостовой плавник вильчатый.

## Классификация
В составе рода выделяют 7 видов:
- Ariomma bondi Fowler, 1930
- Ariomma brevimanum (Klunzinger, 1884)
- Ariomma indicum (Day, 1871) — индийская ариомма
- Ariomma luridum Jordan & Snyder, 1904
- Ariomma melanum (Ginsburg, 1954)
- Ariomma parini Piotrovsky, 1987
- Ariomma regulus (Poey, 1868)